# Luigi Macchi
Luigi Macchi, italijanski rimskokatoliški duhovnik in kardinal, * 3. marec 1832, Viterbo, † 29. marec 1907.

## Življenjepis
Leta 1859 je prejel duhovniško posvečenje.
11. februarja 1889 je bil povzdignjen v kardinala in imenovan za kardinal-diakona S. Maria in Aquiro.
30. novembra 1896 je postal kardinal-diakon S. Maria in Via Lata.